# Creissels
Creissels – miejscowość i gmina we Francji, w regionie Oksytania, w departamencie Aveyron. W 2013 roku jej populacja wynosiła 1618 mieszkańców. Przez gminę przepływa rzeka Tarn (rzeka). 

## Zabytki
Zabytki w miejscowości posiadające status monument historique:
- folwark Bel-Air (fr. Ferme de Bel-Air)